# Polyrhachis debilis
Polyrhachis debilis är en myrart som beskrevs av Carlo Emery 1887. Polyrhachis debilis ingår i släktet Polyrhachis och familjen myror.

## Underarter
Arten delas in i följande underarter:
- P. d. debilis
- P. d. johnsoni